# Євангельські християни (прохановці)
Євангельські християни — релігійний рух протестантського напряму християнства, близьке до баптизму (на думку ряду експертів — варіація баптизму). Набуло поширення в Росії наприкінці XIX — 1920-х роках. У 1944 році залишки громад євангельських християн та баптистів було об'єднано у єдиний союз (ВСЄХБ), що створило єдину конфесію євангельських християн-баптистів.

## Назва
За іменами лідерів учасники руху в різний час неофіційно іменувалися «редстокістами», потім — «пашковцями», пізніше — «прохановцями».
Певну складність являє самовизначення «євангельські християни», що не слід плутати з аналогічною назвою євангельських християн, що описує групу споріднених конфесій євангелічного напряму (євангеліків). Деякі з цих конфесій не мають прямого відношення до прохановців, проте мають з ними суттєві розбіжності у богослів'ї й церковній практиці. Наприклад, громади п'ятидесятників, не намагалися злитися з прохановцями й іменували себе «християни євангельської віри» або «християни віри євангельської», щоб відрізнятися від них.

## Богослов'я
З 1910-х років, коли рух сформував своє богослов'я в офіційні документи віри (віровчення Проханова й Каргеля), євангельські християни дотримувались баптистського віровчення, проте мали деякі непринципові відмінності від тієї версії баптизму, що сповідували у Союзі російських баптистів.
По-перше, на відміну від російських баптистів, у офіційних віровченнях євангельських християн було зафіксовано армініанство. По-друге, були відмінності богослужбового характеру. Так, євангельські християни практикували відкриту Вечерю, до якої допускалися всі бажаючі, у той час як баптисти причащалися на закритих Вечерях (допускалися тільки члени баптистських громад). Ще одна відмінність полягала у відсутності у євангельських християн прийнятої серед баптистів практики покладання рук служителів на голови хрещених відразу після хрещення.
Нарешті, роль пресвітерів у громадах євангельських християн була помітно менше, ніж у громадах баптистів. Навіть рукопокладенню пресвітерів й дияконів євангельські християни приділяли меншу увагу. Наприклад, лідера руху Івана Проханова було рукопокладено у пресвітери тільки у 1924 році.

### Віровчення
На 2-му Всеросійському з'їзді євангельських християн у грудні 1910 року — січні 1911 року (тому ж з'їзді, що заснував ВСЄХ) було затверджено офіційне віровчення євангельських християн, складене Іваном Прохановим. Це віровчення не суперечило загальнобаптистському.
Крім того, у 1913 році було опубліковано віровчення Івана Каргеля, — неофіційне, але авторитетне у середовищі євангельських християн.

### Самоідентифікація
Засновник євангельського руху Гренвілл Редсток був хрещений в англіканській церкві й ніколи не розривав з нею зв'язку. Деякий час Редсток перебував під впливом плімутських братів. Вважається, що керівник руху «пашковців» Василь Пашков прийняв хрещення у 1883 році від плімутських братів. Деякі члени євангельського руху перших десятиліть не поривали формально з православною церквою, не заперечували дітохрищення, категорично неприйнятного у баптизмі.
Наступний лідер руху — Іван Проханов прийняв баптистську самоідентифікацію. Зокрема він розробив й домігся затвердження на з'їзді 1910-1911 років Віровчення, що поклало кінець різнодумству щодо необхідності хрещення виключно у свідомому віці за твердою вірою. У Віровченні стверджувалося, що перед виконанням хрещення Церква зобов'язана впевнитися, що віруючий, що бажає охреститися пережив народження згори й діє свідомо. «Хрещення для дітей, які не можуть свідомо вірувати або свідомо пережити смерть для гріха й воскресіння для праведності, не має ніякого значення», — сказано у Віровченні.
Таким чином було усунуто раніше допустиме різнодумство у питанні, принциповому для баптистів. Проханов не брав особистої участі у 2-му Всесвітньому конгресі баптистів у Торонто в 1911 році, проте надіслав туди свій реферат «Огляд Росії», де визначив євангельських християн як «щирих баптистів». Це дозволило в 1911 році на Всесвітньому конгресі баптистів прийняти Всеросійський союз євангельських християн у члени Всесвітнього баптистського альянсу, а самому Івану Проханову — заочно стати його віце-президентом.
За сталінського гоніння у 1930-х роках на християн-"сектантів", євангельські християни були майже повністю знищені.
У 1944 році під тиском радянського уряду євангельських християн й баптистів об'єднали в одну конфесію, — євангельських християн-баптистів, що залишається єдиною дотепер.

## Історія

### Петербурзьке пробудження
Зародженню руху у Санкт-Петербурзі й на північному заході Російської імперії сприяла діяльність місіонера з числа плімутських братів лорда Гренвіля Вальдигрева Редстока, що проповідував Євангеліє у аристократичних будинках, а також в англо-американській й реформаторській церквах, на проповіді у які приходили слухачі з аристократичного середовища. В результаті його проповідей увірував ряд вищих аристократів Петербурга: церемоніймейстер царського двору граф М.М. Корф, відставний полковник гвардії граф Василь Пашков, міністр шляхів сполучення граф Олексій Бобринський, великосвітські дами княгині В.Ф. Гагаріна, Н.Ф. Лівен, генеральша Є.І. Чорткова. Після вимушеного за наполяганням влади від'їзду місіонера, керівництво рухом взяв на себе Василь Олександрович Пашков.
Учнями Редстока була організована місіонерська діяльність серед робітників Санкт-Петербурга, що згодом була поширена на Московську, Тверську, Тульську, Нижегородську, Псковську та інші центральні губернії Росії.
У 1884 році під керівництвом Пашкова було скликано об'єднавчий з'їзд євангельських християн. Захід було заборонено поліцією, а лідери руху, включаючи самого Пашкова, були змушені залишити країну.

### Діяльність Проханова
Тим не менш, громади пашковців продовжували існувати й новий етап розвитку руху пов'язаний з ім'ям Івана Проханова, хрещеного у 1886 році у баптистській громаді Володикавказа. Проханов прибув до Петербурга (для навчання в Технологічному інституті) у 1888 році. У 1895 році, під час посилення державних заходів примусу релігійного характеру, Проханов змушений виїхати за кордон, отримав там богословську освіту, після чого повертається у Санкт-Петербург у 1901 році й приступає до активної проповідницької та видавничої діяльності. Тим часом у пашковській громаді почали відбуватися серйозні зміни, наприклад, до 1902 році було прийнято рішення не брати в церкву без хрещення (що раніше було цілком припустимо). Проте в цілому пашківський рух протягом ще декількох років допускав різноголосся з цього питання. Були громади, що ще не визначилися. Московська громада пашковців, навпаки, у 1913 році прийняла догматичний документ, що підтверджував прийнятність хрещення дітей.
У 1909 році у Санкт-Петербурзі було проведено Перший з'їзд євангельських християн, а у 1911 році — Другий, на якому було засновано Всеросійський союз євангельських християн (ВСЄХ) головою якого став Іван Проханов. На тому ж з'їзді було прийнято складене Прохановим Віровчення євангельських християн, що є варіацією баптистського віровчення. Зокрема, «прохановське» віровчення декларувало недійсність хрещення по відношенню до дітей.
На 2-му Всесвітньому конгресі баптистів у 1911 році ВСЄХ увійшов у Всесвітній баптистський альянс, а Проханова було обрано одним з шести віце-президентів цього міжнародного об'єднання.

У роки Першої світової війни відновилися переслідування євангельських християн з боку державної влади, що припинилися з перемогою Російської лютневої революції 1917 року. Керівництвом було взято курс на суспільно-політичну активність, зокрема, заснована християнсько-демократична партія «Воскресіння».
Важливим напрямом діяльності ВСЄХ стала організація сільськогосподарських комун, деякі з яких продовжували своє існування до кінця 1920-х років. Велися переговори з органами радянської влади про заснування євангельськими християнами великого поселення в азійській частині країни, яке планувалося назвати містом Євангельське.
Тим не менш, вже у 1928 році громадська активність союзу була під тиском влади й практично повністю згорнута, а його керівник Іван Проханов був вимушений залишитися закордоном.

### Радянський період
У період 1930-х років й до початку Другої світової війни євангельські християни піддавалися тотальному гонінню. Якщо до гоніння громади євангельських християн у деяких краях існували майже у кожному селі (особливо на Далекому Сході), то внаслідок переслідування громади існували підпільно лише у великих центрах. Багато членів ВСЄХ були засуджені до різних термінів позбавлення волі. Проте ВСЄХ не було розпущено й продовжував існувати формально. 
Після ліквідації у 1935 році Союзу баптистів, частина його членів увійшла до складу ВСЄХ, а у 1942 році ряд баптистських керівників офіційно звернулися до керівництва євангельських християн з проханням взяти під свою опіку баптистські громади, що збереглися..
В жовтні 1944 року на нараді представників обох церков було прийнято рішення про об'єднання, врегулюванні спірних питань і формуванні Всесоюзної ради євангельських християн і баптистів. Надалі євангельські християни в СРСР організаційно входили в загальні з баптистами структури й, по суті, являли собою одну конфесію.

## Сучасність
1 серпня 1992 року у Москві на з'їзді представників церков було оголошено про відновлення Союзу церков євангельських християн (СЦЄХ). Тим не менше, більшість громад, що до 1944 року належали до ВСЄХ, залишилися у спільних з баптистами об'єднаннях.
В наступні роки, в різних регіонах Росії, а також й у інших країнах СНД, формувалися окремі громади й централізовані об'єднання євангельських християн, що претендували на духовне спадкоємство ВСЄХ.
У ході проведення у квітні 2009 року у Москві конгресу, присвяченого столітньому ювілею руху євангельських християн у Росії, було офіційно оголошено про утворення на базі ряду таких об'єднань й автономних церков Всеросійської співдружності євангельських християн (ВСЄХ), головою ради якого обрано В.П. Тен, секретарем — О.Т. Семченко.
Перед підготовкою Другого конгресу ВСЄХ, що пройшов у квітні 2011 року у Москві, склад членів ради Всеросійського співдружності євангельських християн розширився новими учасниками, й новим головою Ради обрано П. Н. Колесніков.

## Організації
- Російський євангельський союз, 1906-1912
- Всеросійський союз євангельських християн, 1909-1944
- Всесвітній союз євангельських християн, з кінця 1920-х

## Періодичні видання
- Журнал «Бесіда»
- Журнал «Російський робітник», виходив у 1875-1886 роках
- Журнал «Християнин», виходив у 1905-1928 роках з перервами, додатки до нього — «Братський листок», «Молодий виноградник», «Дитячий друг»
- Журнал «Сіяч», виходив у 1907-1913 роках
- Газета «Ранкова Зірка», виходила в 1910-1922 роках з перервами
- Журнал «Слово й життя», виходив у 1921-1922 роках (видання Далекосхідного відділу ВСЄХ)
- Журнал «Євангеліст» (видання євангельських християн в Україні), виходив у 1927 році
- Журнал «Євангельська віра», видавався Всесвітнім союзом євангельських християн за кордоном в 1932-1938 роках
- Журнал «Євангельське слово», видавався Всесвітнім союзом євангельських християн за кордоном у 1962-1966 роках

## Персоналії
- Василь Пашков
- Іван Каргель
- Іван Проханов
- Володимир Оффенберг
- Микола Горинович
- Олексій Бобринський
- Юлія Засецька
- Єлізавета Черткова
- Олександр Карєв
- Олександр Максимовсь кий